# The Running Away of Doris
The Running Away of Doris è un cortometraggio muto del 1913 diretto da Ashley Miller.

## Trama
Trama di Moving Picture World synopsis in (EN)  su IMDb

## Produzione
Il film fu prodotto dalla Edison Company.

## Distribuzione
Distribuito dalla General Film Company, il film - un cortometraggio in una bobina - uscì nelle sale cinematografiche degli Stati Uniti il 3 gennaio 1913. Venne distribuito anche nel Regno Unito il 2 aprile 1913.